# V427 Большого Пса
V427 Большого Пса (лат. V427 Canis Majoris) — двойная затменная переменная звезда типа Алголя (EA) в созвездии Большого Пса на расстоянии приблизительно 8087 световых лет (около 2480 парсеков) от Солнца. Видимая звёздная величина звезды — от +14m до +12,85m. Орбитальный период — около 3,5485 суток.